# Guareí
Guareí est une municipalité brésilienne de l'État de São Paulo et la Microrégion d'Itapetininga.
Elle comptait environ 17 500 habitants lors du recensement de 2017.  Son climat prédominant est humide subtropical.

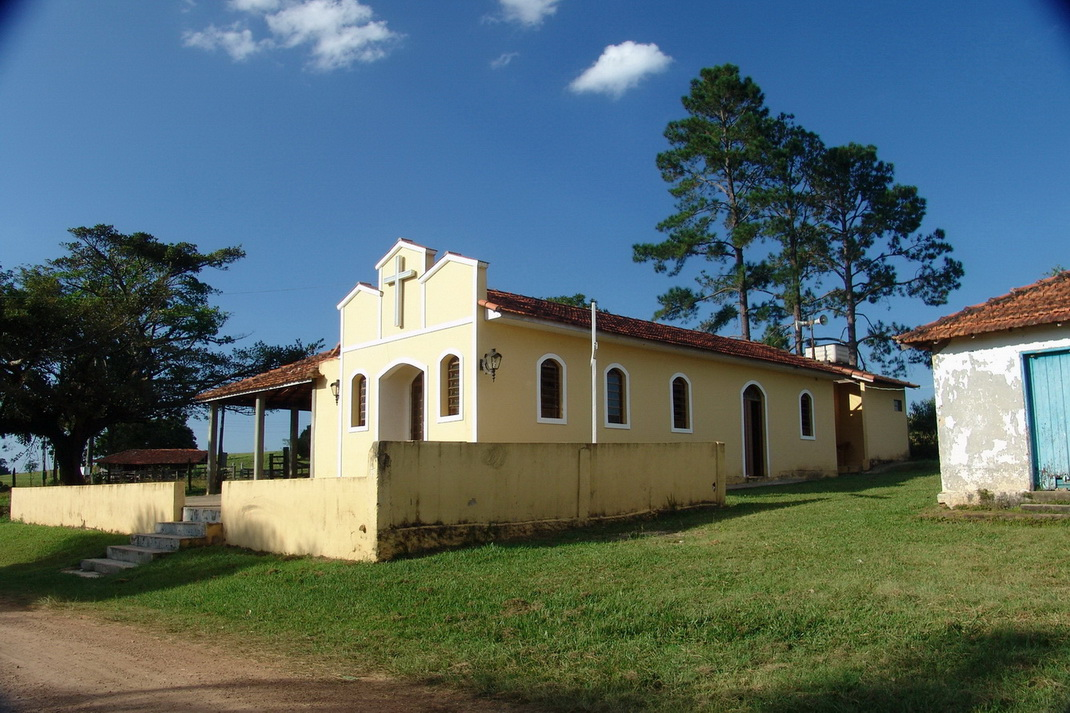
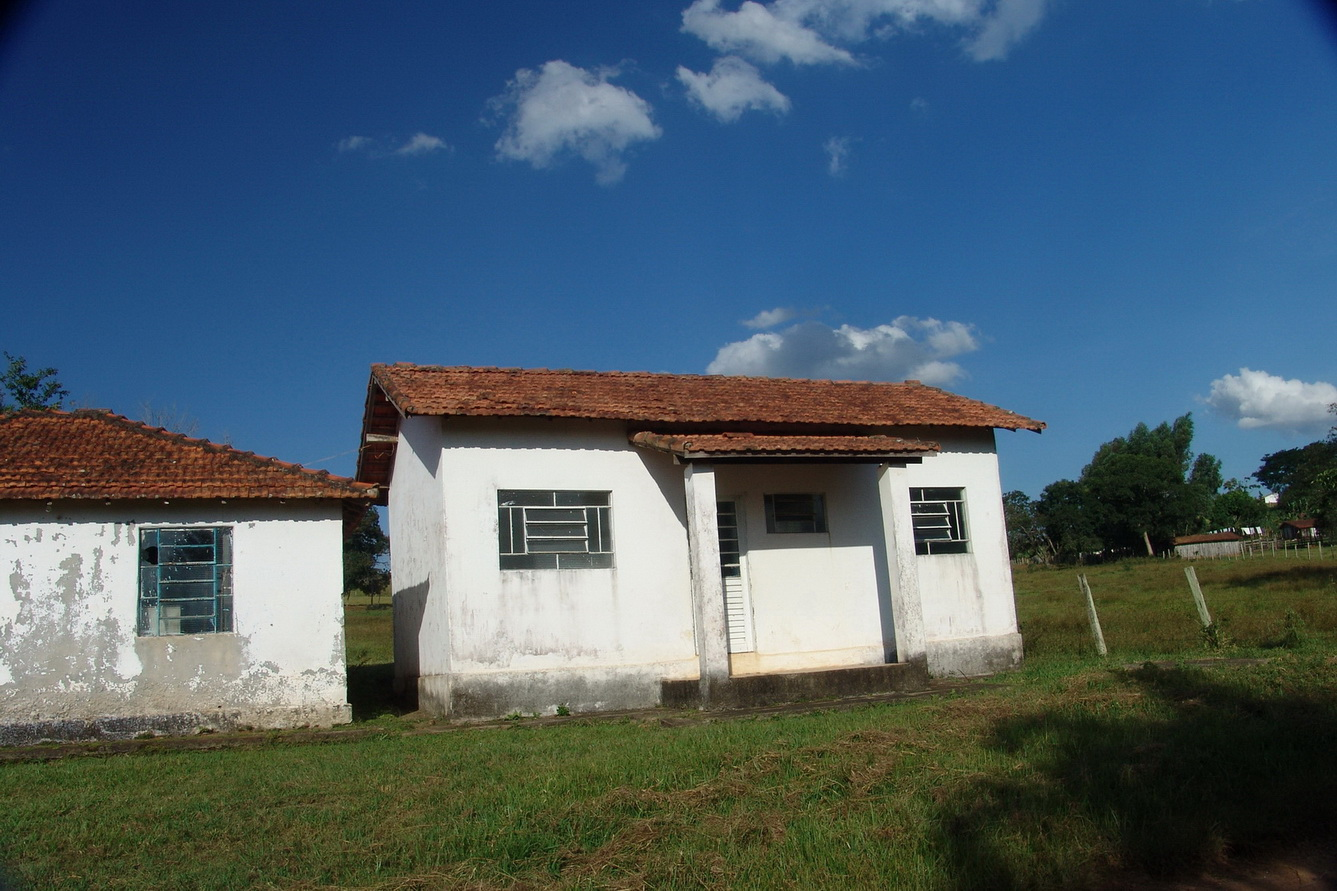
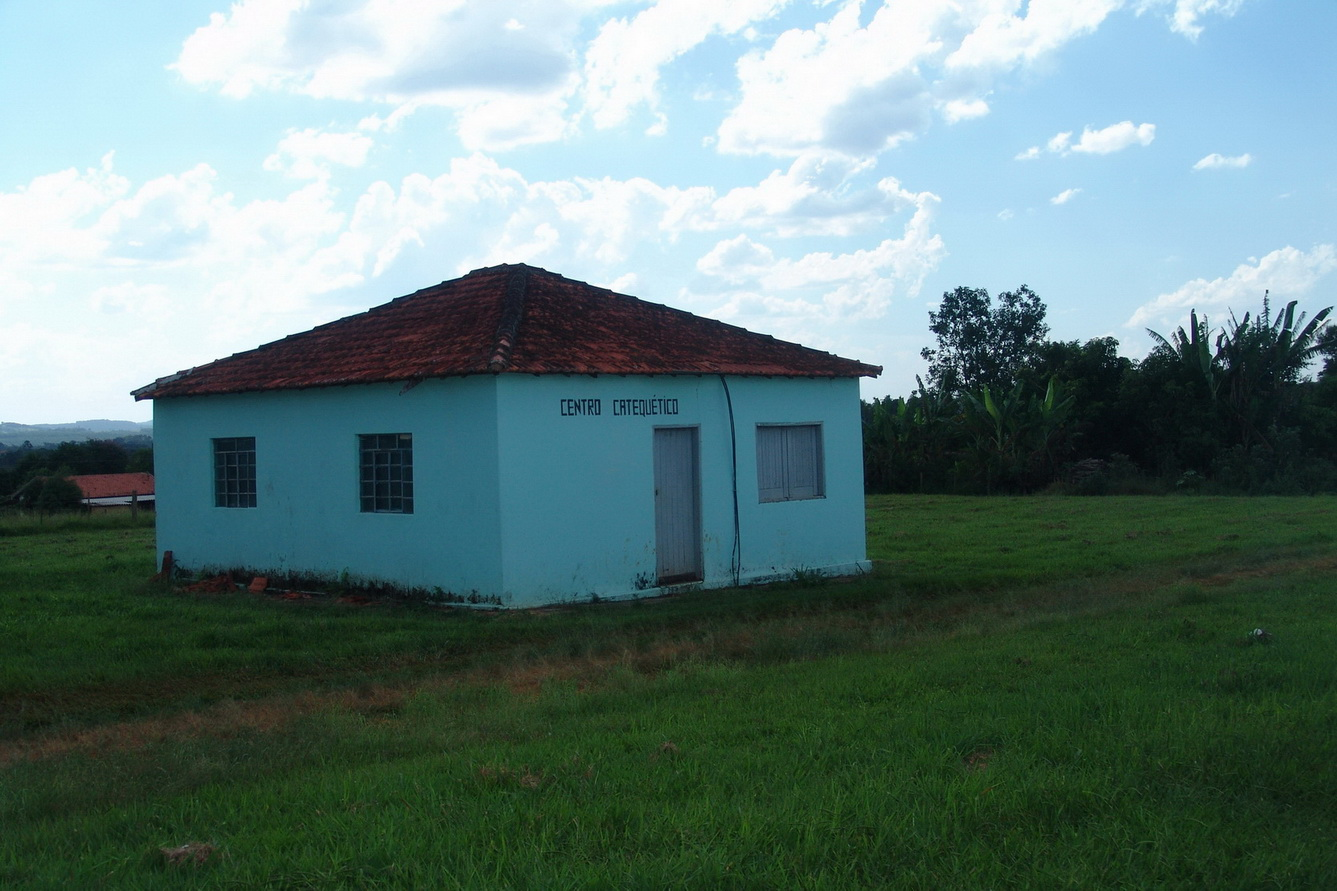
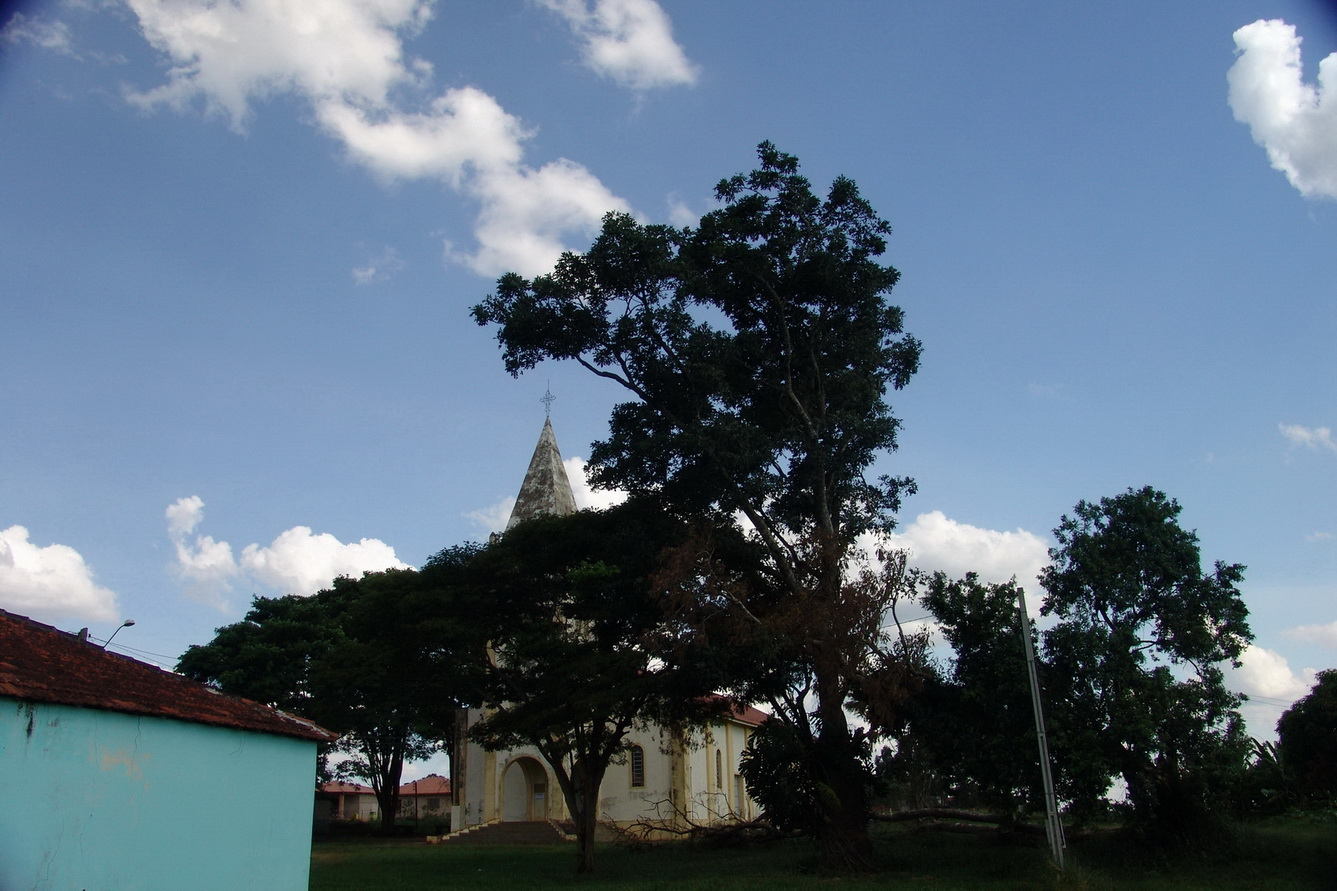